# 한단영
한단영은 대한민국의 국악인으로, 중요무형문화재 제 5호 판소리 적벽가 이수자이다.

## 학력
- 전남대학교 졸업
- 전남대학교 일반대학원 국악학과 졸업

## 공연
- 배비장전 (2018) - 주연
- 심청가
- 흥보가

## 수상
- 춘향국악대전 판소리 학생부 대상(문화관광부장관상) (2006)
- 목포 판소리 학생 전국대회 대학부 대상 (2009)
- 제24회 금파 강도근 전국판소리 경연대회 일반부 대상(국회의장상)